# 三升家小勝 (7代目)
七代目 三升家 小勝（みますや こかつ、1937年11月5日 - 1992年9月4日）は、茨城県出身の落語家。本名∶安達 勝美。生前は落語協会所属。出囃子は『おかしみ』。夫人は橘家すずめ。

## 来歴
実家は茨城県で中華料理屋『興楽』を営んでいた。永田町小学校、千代田区立麹町中学校卒業。1954年10月、二代目桂右女助に入門。前座名は桂右喜夫。1956年3月、師匠右女助が六代目小勝を襲名したことにともない、三升家勝男に改名。
1957年10月、二ツ目に昇進し勝彌に改名。1971年、師匠小勝が死去。三代目三遊亭圓歌門下に移籍する。
1973年3月に勝彌、橘家圓平、三遊亭さん生、三代目吉原朝馬、柳家小のぶ、柳家かゑる、三升家勝二、桂小益、林家枝二、柳家さん吉とともに真打へ昇進。1982年4月に七代目三升家小勝を襲名する。
1992年9月4日、下咽頭癌のため死去。54歳没。小勝の名跡は、1歳年下である弟弟子の三升家勝二が八代目として襲名した。

## 芸歴
- 1954年10月∶二代目桂右女助に入門。前座名「桂右喜夫」。
- 1956年3月∶「三升家勝男」に改名。
- 1957年10月∶二ツ目昇進、「勝彌」に改名。
- 1971年∶師匠小勝が死去、三代目三遊亭圓歌門下に移籍。
- 1973年3月∶真打昇進。
- 1982年4月∶「七代目三升家小勝」を襲名。
- 1992年9月∶死去。

## 人物
得意ネタは滑稽噺が主で権助物も得意とした。踊りも得意で六代目小勝夫人の花柳一衛仕込。